# Earl Attlee

Wappen der Earls of Attlee

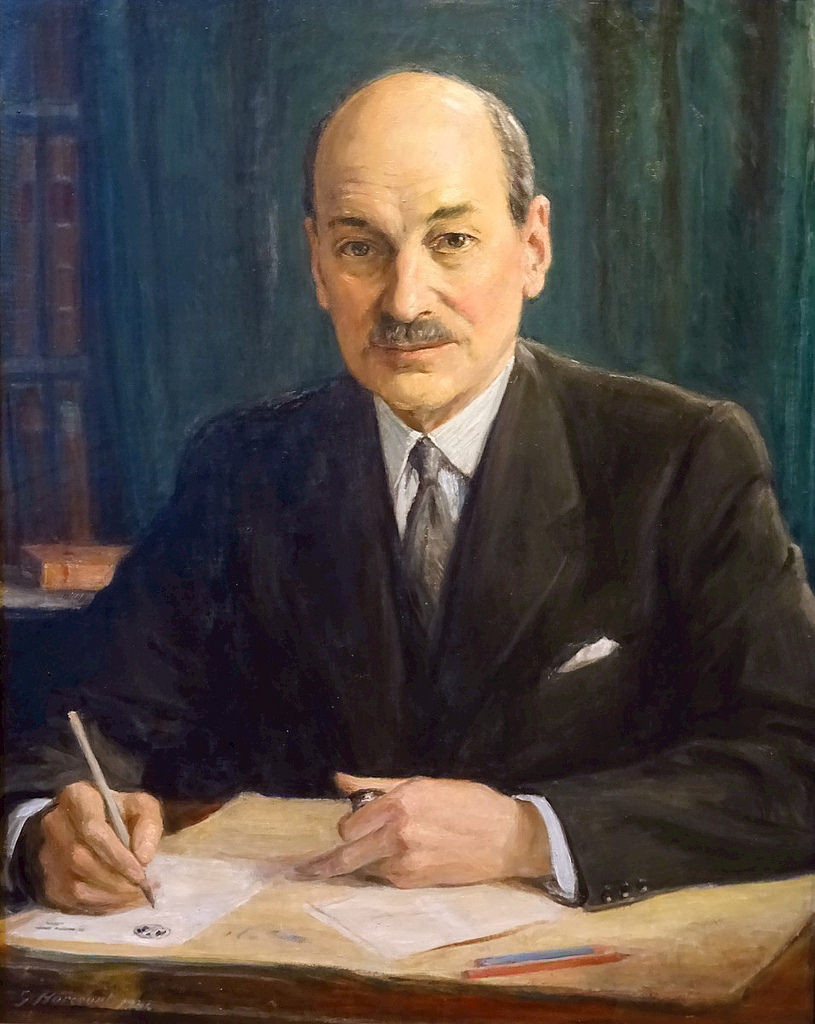
Clement Attlee, 1. Earl Attlee

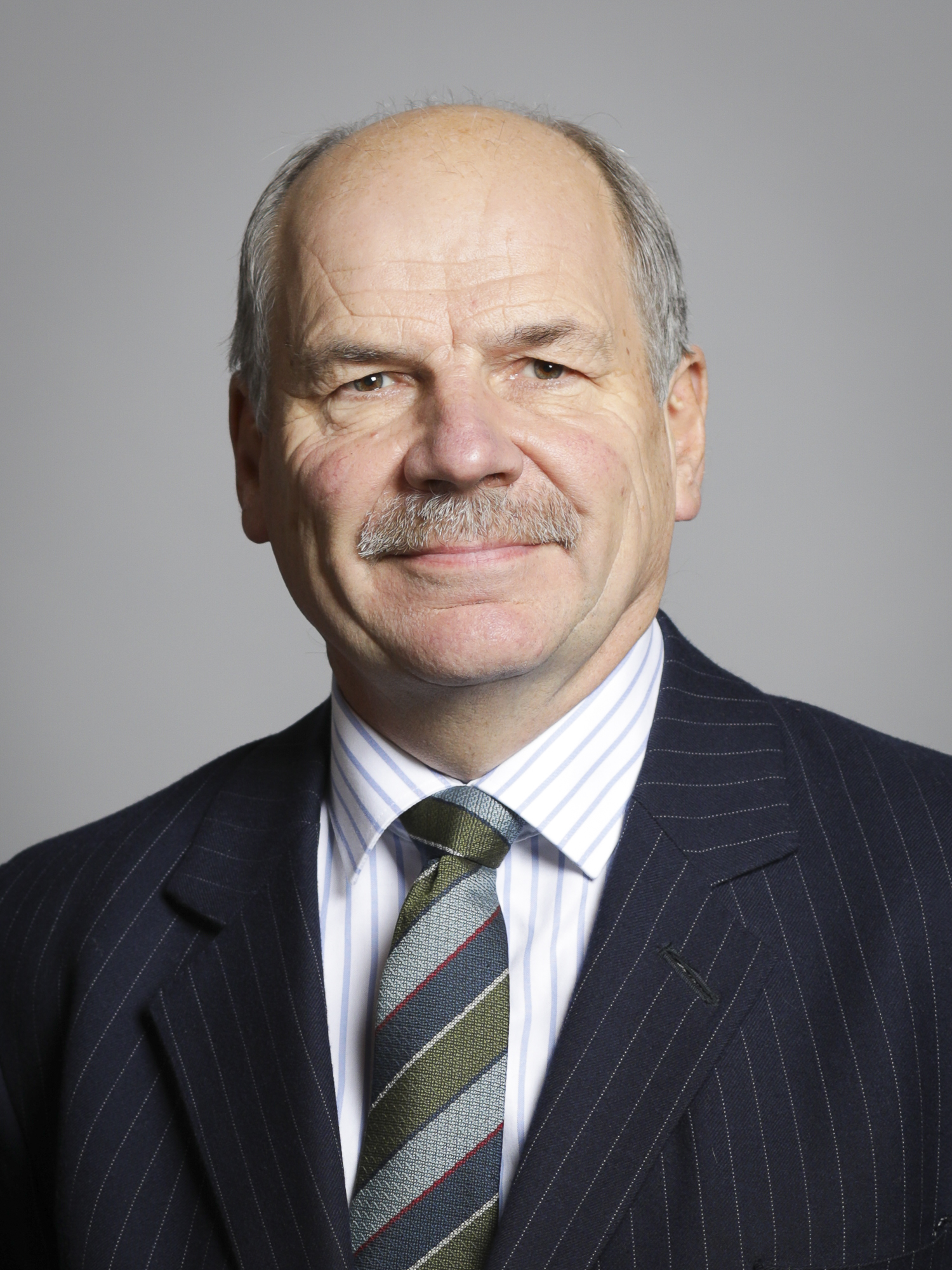
John Richard Attlee, 3. Earl Attlee

Earl Attlee ist ein erblicher britischer Adelstitel in der Peerage of the United Kingdom.

## Verleihung und nachgeordnete Titel
Der Titel wurde am 16. Dezember 1955 an den früheren britischen Premierminister Clement Attlee verliehen. Mit der Earlswürde wurde ihm gleichzeitig der nachgeordnete Titel Viscount Prestwood, of Walthamstow in the County of Essex, verliehen. Dieser wird vom Titelerben als Höflichkeitstitel geführt.

## Liste der Earls Attlee (1955)
- Clement Richard Attlee, 1. Earl Attlee (1883–1967)
- Martin Richard Attlee, 2. Earl Attlee (1927–1991)
- John Richard Attlee, 3. Earl Attlee (* 1956)

Aktuell existiert kein Titelerbe.